# Miroslava Hajek
Miroslava Hajek (* 26. března 1947, Brno) je historička umění se zaměřením na moderní a současné umění, kurátorka výstav. Od roku 1969 žije v Novaře v Itálii.

## Život
Absolvovala Uměleckoprůmyslovou školu v Brně a v letech 1965-1969 studovala dějiny umění na Filozofické fakultě Masarykovy univerzity (tehdy UJEP) v Brně (prof. V. Richter, A. Kutal, J. Patočka, O. Sus). Byla součástí skupiny brněnské bohémy, ke které patřili např. Arnošt Goldflam nebo Pavel Řezníček. Skupina organizovala improvizované recitály a divadelní představení na veřejnosti a spolupracovala i se skupinou Aktual Milana Knížáka.
Do života Miroslavy Hajek zasáhla okupace Československa v srpnu 1968. Ještě před sebeupálením Jana Palacha v lednu 1969 spolu s Arnoštem Goldflamem a ostatními přáteli, částečně pod vlivem beznadějné životní situace, založili fiktivní sdružení Moribondi (společnost smrtelně nemocných) a nechali si vytisknout číslované karty s instrukcí: "Prosím, občané nevracejte majitele této karty k životu". Shodou okolností v červnu 1969 spáchal sebevraždu její kolega z Univerzity Vladimír Válek a policie našla zmíněnou kartu u jiného člena sdružení. Roku 1969, kdy byla na stipendijním pobytu v Itálii, byla v nepřítomnosti odsouzena jako zakladatelka organizace pro páchání protestních sebevražd. Domů se mohla vrátit až po roce 1989, kdy byla rehabilitována.

## Dílo
Během studia se zúčastnila setkání mezinárodní umělecké avantgardy (L'incontro delle avanguardie), poprvé v roce 1968 ve Fiumalbo (Modena) pod názvem Parole sui muri (Slova na zdi), podruhé v roce 1969 v Peju (Trento) - 11 Giorni d'Arte Collettiva. Z tohoto druhého pobytu se již do okupovaného Československa nevrátila.
V italské Novaře založila a v letech 1970-2000 řídila kulturní centrum UXA - Studio d'arte contemporanea. Systematicky se zajímala o tvorbu umělců používajících nové technologie a nová média (Bruno Munari, Franco Vaccari, Gianni Colombo, Jean Tinguely, François Morellet, Walter Giers, Joseph Beuys), sledovala uměleckou dráhu mnoha žen (Carol Rama, Běla Kolářová, Uta Peyrer, Méret Oppenheim, Dadamaino, Grazia Varisco), zajímala se o problematiku barvy v abstraktním a konkrétním umění (Romolo Romani, Antonio Calderara, Jorrit Tornquist, Mario Ballocco), o novou figuraci (Andrea Granchi), vizuální poezii (Sarenco, Eugenio Miccini, Arrigo Lora Totino, Franco Ravedone), sochařství (Karl Prantl, Jiří Seifert, Nanni Valentini, Marco Bagnoli, Vladimír Škoda).
Na samostatných a společných výstavách v Itálii představila řadu českých a slovenských umělců (Jiří Kolář, Milan Knížák, Václav Boštík, Rudolf Fila, Miloslav Moucha, Jan Mladovský, Pavol Binder, Dalibor Chatrný, Jiří Hynek Kocman, Adriena Šimotová, Běla Kolářová, Jana Kasalová). Pořádala přehlídky uměleckých filmů (Marco Bagnoli, Remo Salvadori, Renato Ranaldi, Andrea Granchi, Franco Vaccari), zvlášť ji zaujala abstraktní filmová tvorba (Bruno Munari). Realizovala projekty představující umění jako prostředí, multimediální instalace a koncerty.
Roku 1992 byla autorkou výstavy moderního československého umění ve Florencii. V Čechách spolupracovala koncem 90. let s Galerií Klatovy - Klenová a po roce 2000 byla kurátorem výstav Českého muzea výtvarných umění (Středočeské galerie v Husově ulici v Praze). Byla autorkou výstav sochaře Vladimíra Škody v Monbéliard (2002), Milanu (2005, 2007), Thiers (2006) Národní galerii v Praze (2007) a v Museu Kampa (2018).
Realizovala projekty představující umění jako prostředí, multimediální instalace a koncerty. Hledá souvislosti v evropském umění 20. století, příbuznosti a vztahy mezi východní a západní Evropou, zejména ve futurismu, kinetickém umění a v tvorbě používající nové technologie. Sestavila sbírku nejdůležitějších děl Bruno Munariho, přibližující jeho uměleckou aktivitu a estetickou filosofii. Munariho kolekce je základem souboru uměleckých děl dokumentujících souvislosti evropského umění a myšlení.

### Publikace
- Rapporto naturale 1971, Edizioni UXA
- Arte contemporanea Ceca e Slovacca 1950-1992, Edizioni Cantini 1992, ISBN 88-7737-145-5
- Bruno Munari, Galerie Klatovy – Klenová 1997, ISBN 80-85628-24-4
- Interazioni, Edizioni JM Press 1997, ISBN 80-85417-07-3
- České moderní umění ze sbírek Galerie Klatovy, Galerie Klatovy – Klenová 1999, ISBN 80-85628-35-X (s M. Fišerem, M. Flašarovou)
- Franco Vaccari: esposizioni in tempo reale (výstavy v reálném čase), Galerie Klatovy – Klenová 1999, ISBN 80-85628-34-1
- Arte contemporanea italiana dalla Civica raccolta del disegno di Salò (Italské moderní umění se sbírky kreseb města Salò, Edizioni Galleria Civica Salò 2000
- Romolo Romani, ČMVU Praha 2000, ISBN 80-7056-082-7
- Preghiera alla terra, Edizioni Idea Vita 2001
- Guglielmo Achille Cavellini Italie 1965–1990, Italský kulturní institut v Praze, Edizioni Nuovi Strumenti 2001
- Karl Prantl: Kameny/Steine, ČMVU Praha 2001, ISBN 80-7056-098-3
- Objekt, ČMVU Praha 2001, ISBN 80-7056-095-9
- Jiří Seifert: Sochy, ČMVU Praha 2001, ISBN 80-7056-089-4
- Interni Italiani, Italský kulturní institut v Praze, Edizioni arte200.net 2002
- Preghiera al sole Franco Mazzuchelli, Edizioni Idea Vita, Breno 2002
- Vladimír Škoda: Distorsion-Vision, Edizioni 19 Centre Régional d’art Contemporain di Montbéliard 2002, ISBN 2-910026-66-3
- Le meccaniche della meraviglia. Franco Mazzucchelli, Provincia di Brescia dizioni Massetti Rodella 2003
- Franco Vaccari: Trilogia delle coincidenze (Trilogie náhodných shod), Edizioni Linea di Confine 2004, ISBN 88-88382-04-6
- Miroslava Hajek, Le macchine di Munari, in: Tinguely e Munari. Opere in azione, Edizioni Mazzotta 2004, ISBN 88-202-1693-0
- Intersezioni I Anna Saba e Oona Hyland, Edizioni Domus De Maria Sardinie 2005
- Vladimír Škoda: Riflessi celesti e meccaniche galileiane, Edizioni Mazzotta 2005, ISBN 88-202-1731-7
- Franco Vaccari: Incubazione I, La chaufferie de Descartes, Edizioni La Chaufferie Strasbourg 2005, ISBN 2-911230-60-4
- Karl Prantl: Ticho, ČMVU Praha 2006
- Uta Peyrer, ČMVU Praha 2006, ISBN 80-7056-133-5
- Vladimír Škoda: Pluie Sidérale, Edizioni Creux de l’enfer, 2006, ISBN 2-914307-14-4
- Vladimír Škoda: Specchio del tempo, Edizioni Mazzotta 2006, ISBN 978-88-202-1837-9
- Franco Vaccari Incubazione II, Chaufferie Strasbourg 2007
- Vladimír Škoda: Quartieme dimension, Francouzský Institut a Národní galerie v Praze 2008
- Miroslava Hajek, Bruno Munari. Fantasia Esatta, in: Fantasia esatta. I colori della luce di Bruno Munari, Sassuolo, In occasione del Festival Filosofia di Modena APM Edizioni di Carpi 2008, ISBN 978-88-89109-28-1
- Vladimír Škoda: Galileo Galilei Scultura-pendolo, Edizioni Mazzotta 2009, ISBN 978-88-202-1928-4
- Marco Bagnoli: Mistica della forma, Edizioni Mazzotta 2009, ISBN 978-88-202-1929-1
- Miroslava Hajek, Dal Golem e dal robot alla macchina come opera d’arte, in: Corpo automi robot, tra arte scienza e tecnologia, Lugano, edizioni Mazzotta 2009, ISBN 978-88-202-1933-8
- Miroslava Hajek: Ivana Haiek, morfologie dell'adattamento Edizioni Mazzotta 2011 ISBN 978-88-202-1968-0
- Miroslava Hajek: Bruno Munari, My futurist past, Silvana editore, 2012
- Miroslava Hajek: Personaggi di Baj, edizioni DELLUPI arte, 2015
- Miroslava Hajek: Tracce, vari aspetti della pittura astratta, edizioni DELLUPI arte, 2016
- Miroslava Hajek a kol., Vladimír Škoda: Mysterium cosmographicum (Johannes Kepler), Museum Kampa Praha 2018, ISBN 978-80-87344-41-5 a KANT Karel Kerlický, Praha, ISBN 978-80-7437-250-6